# Paulo Simão
Paulo Alexandre Gouveia Simão (Barreiro, 27 aprile 1976) è un ex cestista e allenatore di pallacanestro portoghese.
Alto 200 cm, giocava come guardia-ala.

## Carriera
Nel 2007 è stato convocato per gli Europei in Spagna con la maglia della nazionale di pallacanestro del Portogallo.

## Palmarès
- Coppa di Portogallo: 1

Portugal Telecom: 2002